# Marjorie Calderón
Marjorie Calderón Guerrero (estado Carabobo, Venezuela, 17 de agosto de 1968) es una abogada y jueza venezolana. En 2006 fue encomendada con enjuiciar a los comisarios Iván Simonovis, Lázaro Forero, Henry Vivas y cinco agentes de la Policía Metropolitana acusados por las muertes ocurridas el 11 de abril de 2002 durante los Sucesos de Puente Llaguno. Según el exmagistrado Eladio Aponte Aponte, recibió órdenes de Eladio para retrasar dicho juicio lo más posible. Actualmente es la presidenta de la Sala Social del Tribunal Supremo de Justicia de Venezuela.

## Biografía
En 1992 Marjorie se graduó como abogada de la Universidad Central de Venezuela. En 1998 fue designada como una de las juezas responsables de impulsar el nuevo sistema acusatorio que instituía el Código Orgánico Procesal Penal (COPP), que entraría en vigencia un año después. En 1990 Calderón ingresa al Poder Judicial y ocupa cargos como secretaria y abogado relator hasta designada como jueza itinerante por Roberto Delgado Salázar, uno de los últimos miembros del Consejo de la Judicatura.
Como juez itierante llega se desempeña como jueza de Primera Instancia en Aragua, donde en 2006 es encargada de enjuiciar a los comisarios Iván Simonovis, Lázaro Forero, Henry Vivas y cinco agentes de la Policía Metropolitana acusados por las muertes ocurridas el 11 de abril de 2002 durante los Sucesos de Puente Llaguno. El juicio fue muy cuestionado, en particular por el hecho de que el proceso se hubiera demorado por más de tres años y de que no tomara en cuenta muchas pruebas que, según la defensa, demostrarían la inocencia de los acusados.
En septiembre de 2012 ya defenestrado Eladio Aponte Aponte, quien fue presidente de la Sala Penal en varias ocasiones entre 2005 y 2012, admitió lo que muchos daban por hecho: Que esa condena fue decidida en Miraflores y que de poco valía el criterio de Calderón. Según el exmagistrado Eladio Aponte Aponte, recibió órdenes de Eladio para retrasar dicho juicio lo más posible y por cumplir dichas órdenas fue recompensada con el cargo de magistrada de la Corte de Apelaciones de Aragua y luego como presidente del Circuito Judicial de esa entidad hasta que en diciembre de 2014 fue designada como magistrada del Tribunal Supremo de Justicia por la Asamblea Nacional saliente.
Calderón está casada con José "El Chino" Viamonte, diputado por el Partido Socialista Unido de Venezuela (PSUV) al Consejo Legislativo de Aragua, hecho que ha sido señalado incluso por Simonovis para explicar el motivo del fallo en su contra. Su alineación con el oficialismo también ha quedado demostrada con reconocimientos como el que le confirió la Comisión Permanente de Turismo y Recreación del parlamento aragüeño por su “participación en la construcción de una Patria Socialista”.